# Paraguays historie
Paraguays historie kan groft deles i fire faser: tiden inden den spanske etablering i 1537, tiden hvor området for nutidens Paraguay var en koloni under Spanien, den nyere tid fra 1811 hvor landet var blevet uafhængigt og til slut den nyeste tid fra slutningen af militærdiktaturet til nutiden.

## Tidlig historie
I det område der nu kaldes Paraguay levede oprindeligt forskellige stammer, der talte guaraní og andre beslægtede sprog. De levede i samfund bestående af mindre landsbyer. De første europæere kom til stedet fra cirka 1516 efter at have sejlet ind af Rio de la Plata-mundingen ved Sydamerikas østkyst og opad floderne Rio Paraná og Rio Paraguay. Spanierne støttede de lokale stammer i deres stridigheder med andre stammer og blev gæstfrit modtaget.

## Kolonitiden
Conquistadorer (kolonister) fra det spanske imperium grundlagde den første by Asunción i 1537. Byen var centrum i Rio de la Plata-provinsen (der også omfattede det nuværende Argentina, Uruguay, det meste af Chile og store dele af Brasilien og Bolivia) og blev en del af vicekongedømmet i Peru, men med selvudnævnte guvernører. Det nye samfund bestod i første omgang af 350 kolonister (mest mænd) fra det nuværende Spanien, Frankrig, England, Tyskland, Italien og Portugal. En af de første guvernører, Irala (født ca. 1509), tilskyndede kolonisterne til at gifte sig med lokale kvinder, hvorved samfundet blev domineret af mestizer. Der dannedes dog også en hvid elite gennem den fortsatte indvandring fra Europa. I de første 20 år steg befolkningen til cirka 1500, og Asunción blev et knudepunkt i forbindelse med trafikken af sølv fra Peru til Europa. I sidste halvdel af 1500-tallet ankom romersk-katolske præster for at missionere, og fra ca. 1610 og halvandet hundrede år frem dominerede jeuitterne, der bl.a. lagde vægt på at tilpasse sig de lokale forhold, hvorfor de oprettede samfund hvor de lokale indianere var beskyttet mod at blive udnyttet som slaver. Kolonisterne var i konflikt med jesuitterne, blandt andet fordi de havde brug for arbejdskraften fra den lokale befolkning, og jesuitterne blev forvist fra provinsen af Karl III i 1767.
I 1776 blev vicekongedømmet Río de la Plata adskilt fra vicekongedømmet i Peru. Det nye vicekongedømme, der foruden Paraguay også omfattede de nuværende stater Bolivia, Uruguay og Argentina, fik hovedstad i Buenos Aires, hvilket betød at Paraguay fik mindre betydning.

## Selvstændighed og tiden indtil 1954
I 1811, om aftenen den 14. maj og den følgende nat, erklærede Paraguay sig uafhængigt, således at den 15. maj i nutiden fejres som uafhængighedsdag i form af en stor festdag med optog over hele landet. Dette var året efter at vicekongedømmet Rio de la Plata rev sig løs fra Spanien i 1810 under Majrevolutionen.
Efter uafhængigheden blev landet ledet af diktatorer, hvoraf tre sad længe på magten: Mellem 1813 og 1840 styrede Francia, der ønskede at gøre landet selvforsynende og at kunne forsvare det mod fjender udefra. Francia lod staten overtage store landområder fra overklassen. Fra 1841 til 1870 var landet ledet af først Carlos Antonio López og siden hans søn, Solano López. Der blev oprettet statsvirksomheder og mere end 90 procent af jorden blev statsejet. Under den blodige Tripelalliancekrig (1864-1870) omkom omkring 60 procent af Paraguays befolkning. Paraguay måtte efter krigen afstå omkring 140.000 km² til Argentina og Brasilien. I tiden fra 1870 til 1954 var landet ustabilt med over 20 statskup. Der opstod efter krigen to politiske partier, Coloradopartiet (støtter af den tidligere præsident Solano López) og det Liberale Parti (der ønskede reformer). Det politiske liv var i sidste del af 1800-tallet domineret af Coloradopartiet, der var støttet af Brasilien. På grund af en stor statsgæld blev den tidligere statsejede jord solgt til private, således at blot 79 mennesker ejede halvdelen af Paraguays jord i 1900. Folkelig modstand og støtte fra Argentina førte til, at det Liberale Parti kom til magten i 1904. De var styrende indtil 1940. I denne periode havde Paraguay i alt 21 forskellige regeringer, og alene mellem 1904 og 1922 femten forskellige præsidenter.
I 1928 udbrød grænsestridigheder med Bolivia, og i 1932-1935 lå Paraguay i krig med Bolivia (Chacokrigen). Anledningen var både at Bolivia ønskede en havneby og at der var fundet olie i Gran Chaco, en provins som både Bolivia og Paraguay gjorde krav på. Paraguay sejrede, men man har senere aldrig fundet større mængder olie i området.
I 1947 var Paraguay i borgerkrig, der endte med at magten blev koncentreret hos Coloradopartiet. I 1954 overtog Alfred Stroessner magten ved et kup. Det første flerpartivalg blev afholdt i 1963, hvor Stroessner vandt ved valgsvindel. Han mistede magten efter 35 år i 1989, hvilket gjorde ham til Latinamerikas længst siddende statschef i 1900-tallet. Stroessner blev væltet i et internt militærkup, og det første frie flerpartivalg blev afholdt i 1993. Året efter blev Paraguay medlem af det regionale samarbejdsprojekt Mercosur, der også består af Argentina, Brasilien og Uruguay.
Paraguays internationale samarbejde:
- I 1937 udtrådte Paraguay af Folkeforbundet.
- I 1945 var Paraguay atter blandt de lande, der oprettede FN.
- I 1947 indtrådte Paraguay i OAS (Riopagten).

### Nogle historiske tal
Fra slutningen af 1800-tallet var indbyggertallet fra 264.000 i 1886. Det steg til 656.000 i 1899, til dels ved en ikke ubetydelig indvandring, navnlig fra Argentina og Italien.
I 1908 beregnedes kreaturbestanden til 5,5 mio., hestebestanden til 182.700, fårebestanden til 214.060, gedebestanden til 32.334 og svinebestanden til 23.900 dyr; desuden var der 7.626 æsler. Dog eksporteredes levende dyr meget lidt. I stedet ydnyttedes de i industrien (huder, kød, corned beef, kødekstrakt m.v.). Jordbruget producerede majs, maniok samt tobak, bomuld, ris, sukkerrør, sydfrugter af flere slags, jordnødder, grøntsager m. m. Det værdifuldeste produkt var mate, hvoraf 4-5.000 ton årligt eksporteredes. Også tobak var en vigtig eksportvare (mest til Hamborg og Bremen). 1910 udførtes 59.424 baller. Mineralforekomsterne var ikke store og kun lidt udnyttet. Stenkul savnedes helt, men jern, kobber, salt, mangan, kaolin og en del værdifulde stenarter forekom. Industrien var ringe udviklet; den fremstillede quebracho-ekstrakt, kødartikler og trævarer.
I 1926 blev befolkningen anslået til 800.000, hvortil kom ca 30.000 indianere.

## Stroessners diktatur
1954-1989 var Paraguay ledet af general Alfredo Stroessner. Stroessner kom til magten ved et statskup i 1954. Han var støttet af militæret og Coloradopartiet. Stroessner førte en undertrykkende politik overfor oppositionen og genvalgtes hvert femte år til præsident. Under Stroessners tid skete en økonomisk fremgang og der gennemførtes vigtige infrastrukturprojekter: Vejene blev forbedrede, på grænsen til Brasilien byggedes Ciudad del Este, som blev forbundet med en bro, Puente de Amistad (Venskabsbroen) over Paraná-floden med Foz de Iguazú i Brasilien. Verdens dengang største dæmningsbyggeri, Itaipu, med et vandkraftværk, som for halvdelen var ejet af Paraguay og den anden halvdel af Brasilien var færdig i 1984, hvilket gjorde Paraguay helt selvforsynende med elektricitet og storeksportør af elektricitet. Under byggeriet havde en økonomisk opblomstring rådet i Paraguay. Stroessner-epoken var tillige præget af korruption. Eksempelvis uddeltes store landejendomme til politiske allierede, hvilket bidrog til en ujævn jordfordeling.
Udenrigspolitisk var Stroessner en stærk antikommunist og sikrede sig derigennem USAs støtte. I 1970'erne blev Paraguay centrum for den såkaldte "Operation Condor", et regionalt militært samarbejde med henblik på at forfølge politisk anderledes tænkende.

## Nyere historie
Stroessner styrtedes i februar 1989, hvorefter general A. Rodríguez udråbtes til præsident. Ved parlamentsvalget 1991 vandt Coloradopartiet. I 1992 fik Paraguay en ny, demokratisk forfatning og ved valget året efter, hvor partierne frit kunne stille op, vandt Coloradopartiet atter, og til præsident udnævntes partiets kandidat Wasmosy. Ved parlamentsvalget i 1998 vandt Coloradopartiet igen, og Grau blev præsident. Efter hans tilbagetræden året efter blev González Macchi ny præsident indtil 2003. Herefter var Duarte Frutos fra Coloradopartiet præsident til 2008. Han blev afløst af Fernando Lugo, der sad indtil 2012, hvor han blev afløst af Federico Franco, der sad indtil året efter. Siden 2013 har Horacio Cartes været præsident, men afløses fra 15. august 2018 af Mario Abdo Benítez.